# ميتشيل هيبورن
ميتشيل هيبورن هو سياسي كندي، ولد في 12 أغسطس 1896 في سانت توماس في كندا، وتوفي بنفس المكان في 5 يناير 1953. نشط حزبياً في الحزب الليبرالي في أونتاريو ‏. وقد انتخب عضو برلمان مقاطعة أونتاريو ‏ (19 يونيو 1934 – 24 مارس 1945) وانتخب رئيس وزراء أونتاريو ‏ (10 يوليو 1934 – 21 أكتوبر 1942).